# NGC 4166
NGC 4166 é uma galáxia lenticular (SB0) localizada na direcção da constelação de Coma Berenices. Possui uma declinação de +17° 45' 26" e uma ascensão recta de 12 horas, 12 minutos e 09,7 segundos.
A galáxia NGC 4166 foi descoberta em 15 de Março de 1885 por Ernst Wilhelm Leberecht Tempel.